# 김호민
김호민은 한국과학기술원(KAIST) 의과학대학원 및 생명과학과 교수이자 생물학자이다. 2018년부터 대전 기초과학연구원(IBS) 바이오분자 및 세포구조 연구단에서 단백질 커뮤니케이션 그룹의 연구책임자로 활동하였다. 또한, World Research Hub Initiative의 일환으로 도쿄 공업대학에서 방문 교수로 재직하였다.

## 학력
김호민의 과학에 대한 공식적인 학문적 여정은 동지중학교와 경북과학고등학교에서 시작되었으며, 1993년에 입학하였다. 그는 2년 만에 고등학교를 졸업한 후, 한국과학기술원 생명과학과에 진학하여 학사, 석사, 박사 학위를 취득하였다. 그의 지도 교수는 유욱준과 이지오였으며, 유욱준 교수는 김호민의 박사 과정 학비를 지원하였다.

## 경력
그는 총 세 차례의 박사후 연구 과정을 수행하였으며, 처음 두 번은 한국과학기술원에서 이루어졌다. 2005년부터 생명의과학연구센터에서 유욱준 교수 아래에서 연구하였고, 이후 화학과에서 이지오 교수와 함께 연구를 진행하였다. 이후 미국으로 건너가 마지막 박사후 연구 과정을 캘리포니아 대학교 샌프란시스코 생물물리학 및 생화학과에서 정이판(Cheng Yifan) 교수의 지도 아래 수행하였다.2011년, 그는 한국과학기술원 의과학대학원(GSMSE)에 질환 분자 생화학 연구실(Disease Molecule Biochemistry Lab)을 설립하기 위해 한국으로 돌아왔다. GSMSE에서 그는 조교수로 임용된 후 부교수로 승진하였다. 또한, 한국과학기술원 생명과학과 및 바이오세기연구소(KI for Biocentury)에서 겸임 교수로도 활동하였다.
2018년 12월, 그는 기초과학연구원 본원에 신설된 바이오분자 및 세포구조 연구단에서 단백질 커뮤니케이션 그룹의 연구책임자로 선정되었다. 그의 연구 그룹은 구조생물학 기법과 생화학 및 세포생물학적 접근법을 활용하여 면역 반응과 시냅스 형성에 관련된 다양한 단백질 복합체의 분자적 기작을 연구하였다. 연구 그룹의 네 가지 핵심 연구 시설로는 단백질 발현 코어(Protein Expression Core), 고성능 극저온 전자현미경 코어(High-performance Cryo-EM Core), 단백질 결정화 코어(Protein Crystallization Core), 그리고 극저온 전자현미경 이미지 분석을 위한 컴퓨팅 코어(Computing Core for Cryo-EM Image Processing)가 있었다.

## 수상 및 영예
- 2018년: 국가연구개발 우수성과 100선, 대한민국 과학기술정보통신부[9][10][11]
- 2018년: 아산의학상. 아산사회복지재단[12][13][14]
- 2018: 젊은과학자상, 한국과학기술한림원[15]
- 2017: KAIST Top 10 Representative Researches Award, 한국과학기술원
- 2017: Award for Academic Excellence, 한국과학기술원
- 2015: Ewon Assistant Professor, 한국과학기술원
- 2009: 아가월상, BMRC, 한국과학기술원[16]
- 2007: 젊은의학자상, 대한민국 과학기술부[17][18][19]